# Deltochilum amazonicum
Deltochilum amazonicum là một loài bọ cánh cứng trong họ Bọ hung (Scarabaeidae).